# Magali Negroni
 (février 2022).
Si vous disposez d'ouvrages ou d'articles de référence ou si vous connaissez des sites web de qualité traitant du thème abordé ici, merci de compléter l'article en donnant les références utiles à sa vérifiabilité et en les liant à la section « Notes et références ».
 (septembre 2022).
Pour les articles homonymes, voir Negroni.
Magali Negroni est une réalisatrice et scénariste française de cinéma née le 25 mars 1964 à Argenteuil (Val-d'Oise). 
Elle est l'auteur de plusieurs courts métrages, documentaires et spots publicitaires.

## Biographie
Depuis 2007 : Lectrice pour fictions à TF1 auprès de Daniel Sicard 
Depuis 2005 : Expertises pour le président de l’Avance sur Recettes, Pierre Chevalier depuis 2008, Claude Durand précédemment.
Depuis 2003 : Lectrice au CNC au Premier, Deuxième Collège, Soutien à la Réécriture
Depuis 2003 : Professeur vacataire à l’université Paris VIII pour enseigner l’écriture de films documentaires
2007 / 2008 : Consultante artistique pour séries et films télévisions Adélaïde Production : 
« La Vie Devant Nous », 
« Les Dauphins » de Sandrine Lucchini et 
« Le Jardin Des Cédrats » de Bernard Farinelli.
2007 : Lectrice de scénarios de fiction pour Canal + Télévision
1993 / 2001 : Professeur à l'Institut International de l'Image et du Son : Initiation aux reportages.

## Filmographie

### Réalisatrice

#### Documentaires
- 1991 : Médecins sans frontières, Sos racisme
- 1995 : Adelita, sevilla y flamenco ![1]
- 1996 : L'enfant torero
- 1998 : Federico García Lorca

#### Courts métrages
- 1986 : Maux croisés
- 1992 : Ultime printemps
- 2000 : Le Livre

#### Spots publicitaires
1990 : Science po urba, 36.15 lucky

### Scénariste
- 1986 : Maux croisés de Magali Negroni
- 1992 : Ultime printemps de Magali Negroni
- 1997 : Les Égarés, long métrage, de Magali Negroni
- 2000 : Le Livre de Magali Negroni, Al dente, long métrage coécrit avec Philippe Lasry
- 2006 : Edouard carlier, documentaire de 52 min
- 2006 : Cap sa sal, un château fou en Espagne, documentaire de 52 min
- 2022 : Le Traducteur, co-écrit avec Rana Kazkaz[2].
- 2022 : Kommunioun de Jacques Molitor (lb)